# Arnoldus Johannes Eymer

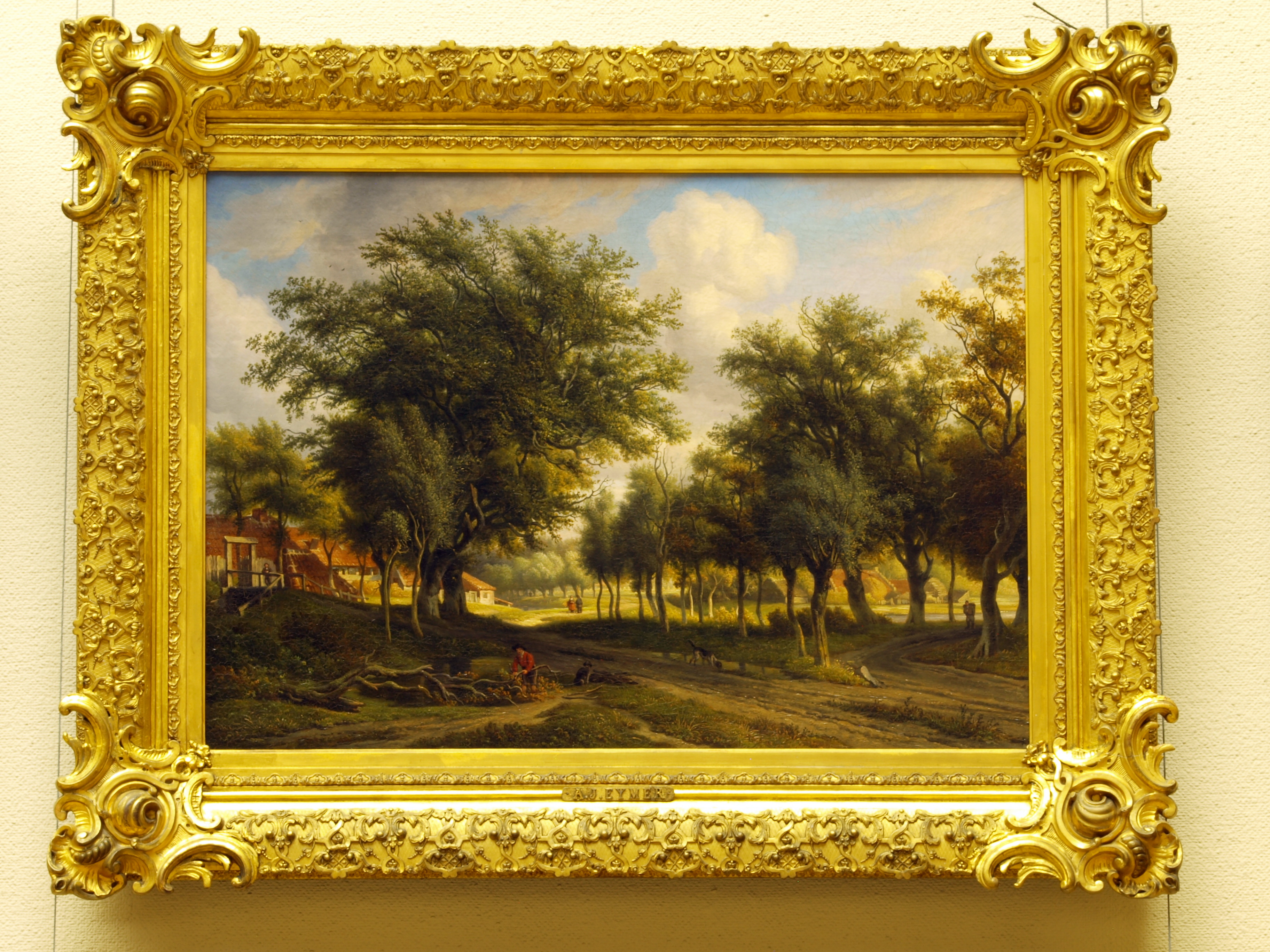
Paisatge prop d'Heemstede, col·lecció del Museu Teyler

Arnoldus Johannes Eymer (Amsterdam, 1803 – Haarlem, 1863) va ser un pintor, dibuixant, litògraf i aquarel·lista neerlandès.
Va néixer a Amsterdam on aprendria i exerciria de comerciant intermediari. Després d'anys dedicant-se a la pintura en els seus temps lliures, el 1834, decidí centrar-se en la pintura. Eymer va ser deixeble de Cornelis Steffelaar i treballà amb Jan van Ravenswaay. Eymer tingué un fill, el pintor L.J. Eymer. Feu un Grand Tour des de 1835 fins al 1836 a Bad Bentheim i les muntanyes de Harz d'Alemanya, on pintà alguns dels seus quadres de paisatges. Després del Gran Tour es traslladà a Haarlem on visqué des de 1863 en endavant. És en aquesta ciutat on s'alberguen els seus quadres, específicament al Museu Frans Hals i el Museu Teyler.